# Le Déluge
Le Déluge era una comuna francesa situada en el departamento de Oise, de la región de Alta Francia, que el 1 de enero de 2017 fue suprimida al fusionarse con las comunas de La Neuville-d'Aumont y Ressons-l'Abbaye, formando la comuna nueva de La Drenne.

## Demografía
| Gráfica de evolución demográfica de Le Déluge entre 1800 y 2014 |
|                                                                 |

Los datos demográficos contemplados en este gráfico de la comuna de Le Déluge  se han cogido de 1800 a 1999 de la página francesa EHESS/Cassini, y los demás datos de la página del INSEE.